# Wang Meng (escriptor)
|  | Per a altres significats, vegeu «Wang Meng (artista)». |

Wang Meng (xinès simplificat: 王蒙, pinyin: Wáng Méng) (Pequín, 1934) és un escriptor xinès, guanyador del Premi Mao Dun de Literatura de l'any 2015, per la novel·la Zhebian Fengjing xinès simplificat: 这边风景, pinyin: Zhèbiān Fēngjǐng).

## Orígens
Wang Meng va néixer a Pequín (Xina) el 15 d'octubre de 1934. Els seus pares d'origen rural, eren professors universitaris. Va passar part de la seva joventut durant la guerra sino-japonesa.
Wang va ser un estudiant brillant, que va guanyar concursos d'assaig i debat.

## Carrera política vers carrera literària
Va entrar molt jove (1948) al Partit Comunista Xinès, amb una carrera política que va passar per diverses fases segons els esdeveniments de l'època.
El 1953 va escriure la seva primera obra 青春 万岁 "Qingchun wansui" (Visca la joventut, també traduït com a Llarga vida a la joventut) que no va ser publicada fins al 1978.
El 1956 va escriure, el relat: 组织部 新 来 的 青年人 (Un jove arribat recentment al departament d'organització) que va suposar pràcticament el final de la seva carrera literària abans de començar; la crítica a la burocràcia es va interpretar com un atac a l'autoritat i als excessos burocràtics de la Lliga Juvenil i del Partit. Com a resultat de la publicació del llibre, el 1958, un cop iniciada la Campanya de les Cent Flors, impulsada per Mao Zedong, quan tenia 24 anys, va ser titllat de dretà, i malgrat que Mao va elogiar l'obra per ser crítica amb la burocràcia, va ser enviat a un centre de reeducació i de treball físic a un suburbi de Pequín durant cinc anys.
En el període de 1961 a 1962, la tensió política es va relaxar i Wang Meng va ser traslladat a un lloc de professor al Departament de Llengua i Literatura Xinesa de Pequín. Després d'haver començat a treballar a la Universitat, va tornar a escriure, però només va publicar dues narracions curtes: 眼镜 Yanjing (Els ulls) i 冬天雨i Dong tien yu (la pluja d'hivern). Seleccionava els seus temes amb cura per adaptar-se els imperatius polítics d'aquella època. Després d'aquestes dues històries, fins i tot quan les seves obres seguien les polítiques del partit, la majoria de diaris o revistes no s'atrevien a publicar les seves obres.
Durant setze anys (1963-1979) va ser deportat, primer al nord de Xinjiang, a la prefectura autònoma de Yili, i a partir de 1971, va ser enviat a l'escola de quadres del "Setè de maig" (Wuqi ganxiao) a la capital de Xingjiang, Ürümchi, per a la seva rehabilitació ideològica. Va romandre dos anys a l'escola de quadres, i va treballar fins al juny de 1979 a l'oficina de recerca del gabinet literari de Xinjiang.
El 1979 es va anunciar la seva rehabilitació i finalment es van traslladar a Pequín amb la família, on va reprendre la seva carrera com a escriptor professional i membre de l'Associació d'Escriptors.
El 1982, va ser escollit membre suplent del Comitè Central del Partit. El 1983 va ser nomenat redactor en cap de "Literatura popular" (Renmin Wenxue), una revista literària oficial. El 1985 es va convertir en vicepresident de l'Associació d'escriptors xinesos (Zhongguo Zuojia Xiehui). De 1986 a 1989 va ocupar el càrrec de ministre de Cultura, però va renunciar a aquest lloc el 1989 després del moviment del 4 de juny (Protestes de la plaça de Tian'anmen).

## Trets significatius de la seva obra
La seva obra ha estat marcada per autors xinesos com Lu Xun i Ba Jin, però també per russos com Nikolai Ostrovski, i d'alguna forma Wang, pensava que la literatura i la revolució eren inseparables, que la literatura era el flux vital de la revolució, i viceversa.
La seva obra ha estat reputada per haver introduït a la Xina el corrent literari "ÿishiliu" (corrent de consciència), forma consistent en substituir la simple narració dels fets per un seguit d'imatges i de pensaments.

## Obres destacades
- 1956: Un jove arribat recentment al departament d'organització (组织部 新 来 的 青年人)
- 1961: La pluja d'hivern (Dong tien yu 冬雨)
- 1978: Zhebian Fengjing (这边风景)
- 1980: Chun zhi Sheng (春之声)
- 1983: La papellona (Húdié 蝴蝶)
- 1986: Huodong de Bianrenxing (活动变人形)
- 1989: Jianying de Xizhou (坚硬的稀粥),
- L'ull de la nit, (Ye de yan (夜的眼)